# トロワネ

トロワネの紋章

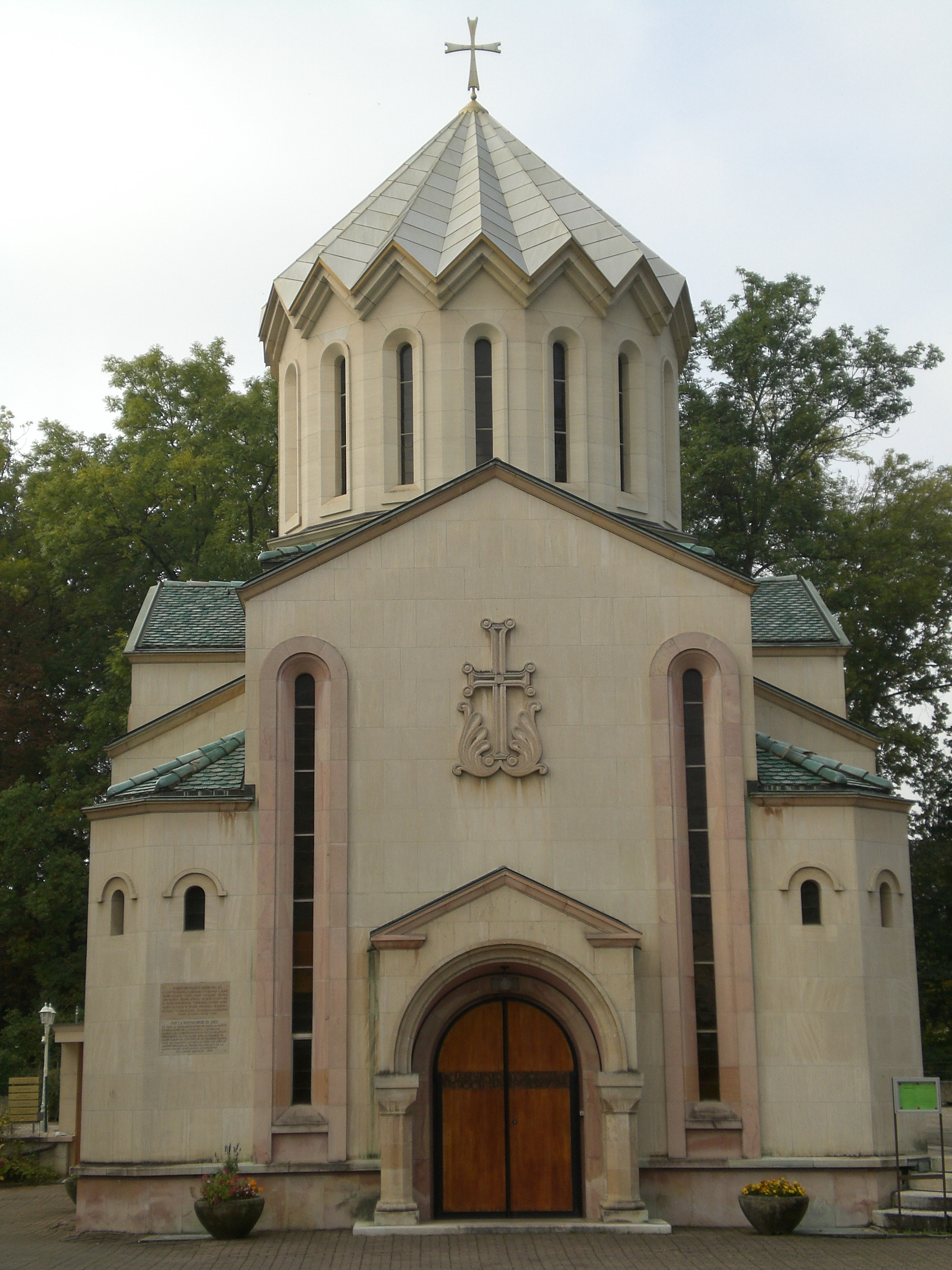
アルメニア使徒教会

トロワネ Troinexはスイス連邦、ジュネーヴ州の南部に位置する基礎自治体(コミューンcommune)。ジュネーヴ州のバルドネ、プラン＝レ＝ズゥアト、ヴェイリエのコミューン、フランス、オート＝サヴォワ県のボッセイに囲まれている。

## データ
- 面積:3.38 km²
- 人口:2154人(2008年1月)